# Чарлі Кріст
Чарльз Джозеф «Чарлі» Кріст-молодший (англ. Charles Joseph «Charlie» Crist, Jr.; нар. 24 липня 1956, Алтуна, Пенсільванія) — американський політик, 44-й губернатор штату Флорида.

## Біографія

### Ранні роки і освіта
Чарлі Кріст народився в Алтуні, штат Пенсильванія у родині Чарльза Джозефа Кріста-старшого, лікаря грецького походження, і Ненсі (до шлюбу Лі), ірландсько-шотландського походження. У дитинстві Кріст переїхав до Сент-Пітерсберга, Флорида, де у 1974 році закінчив школу. Він є другим з чотирьох дітей і має трьох сестер: Маргарет Кріст Вуд, Елізабет Кріст Гайден і Катерину Кріст Кеннеді. У 1974–1976 роках Кріст навчався у Вейк-Форестському університеті, де грав на позиції захисника за футбольну команду Demon Deacons. У 1978 році він отримав ступінь бакалавра в Університеті штату Флорида, де був обраний віце-президентом студентства та був членом братства Pi Kappa Alpha. У 1981 році Кріст отримав ступінь доктора права в юридичній школі Семфордського університету.
Кріст з третьої спроби здав іспит на право займатися адвокатською практикою, після чого працював головним юрисконсультом у штаб-квартирі Нижчої бейсбольної ліги у Сент-Пітерсберзі. У 1986 році він балотувався до Сенату Флориди від округу Пінеллас. Після програшу у другому турі голосування Кріст зайнявся приватною юридичною практикою.

### Політична кар'єра
У 1992 році Кріст був обраний до Сенату штату Флорида від Сент-Пітерсберга, перемігши чинного сенатора--демократа Хелену Гордон Девіс з Тампи. Як голова сенатського комітету з етики та виборчої комісії, Кріст проводив розслідування дій тодішнього губернатора Лоутона Чайлза у зв'язку із звинуваченнями у «переконувальних опитуваннях» літніх виборців перед виборами 1994 року. У підсумку Чайлз виступив перед комітетом і зізнався, що такі дзвінки мали місце. Кріст підтримав підвищення заробітної плати вчителів і виступав за прийняття закону, згідно з яким ув'язнені могли отримати право на умовно-дострокове звільнення, відбувши не менше 85 % терміну.
У 1998 році Кріст балотувався до Сенату США, але програв вибори чинному сенаторові-демократу Бобу Грему (37,53 % і 62,47 % голосів відповідно). У 2001–2003 роках він був комісаром освіти штату Флорида. У 2003–2007 роках Кріст був генеральним прокурором штату.
У 2006 році Кріст був обраний губернатором штату Флорида, але у 2010 році не став переобиратися на наступний термін, вирішивши висунути свою кандидатуру до Сенату США. Він почав передвиборну гонку як кандидат від Республіканської партії, проте 13 травня 2010 офіційно оголосив, що стає незалежним кандидатом. Кріст у кінцевому рахунку програв вибори більш консервативному кандидату-республіканцеві Марко Рубіо. Кріст набрав 30 %, Рубіо — 49 %, а демократ Кендрік Мік — 20 % голосів.
Після відходу з посади губернатора Кріст працює в юридичній фірмі Morgan and Morgan у Тампі. Крім того, він час від часу читає лекції в юридичному коледжі Стетсонського університету.
7 грудня 2012 він приєднався до Демократичної партії, підтримавши переобрання президента Барака Обами на виборах у 2012 році. Він зазнав поразки від чинного губернатора-республіканці Ріка Скотта на виборах у 2014.

### Політичні позиції
Кріст підтримує смертну кару і право на носіння зброї. Його позиції з питань абортів не ясні. Кріст підтримує заборону на одностатеві шлюби у штаті Флорида і усиновлення дітей одностатевими парами, стверджуючи, що «традиційна сім'я забезпечує найкращі умови для дітей». На відміну від інших республіканців, Кріст є активним прихильником захисту навколишнього середовища, важливою для штату Флорида. Він оголосив про свої плани ввести суворі стандарти забруднення повітря у штаті з метою скорочення до 2050 року викидів парникових газів на 80 % від рівня 1990 року. Під час губернаторської кампанії Кріст виступав проти буріння нафтових свердловин у морі, проте змінив свою позицію у червні 2008 року, коли ціна на нафту досягла свого піку.

### Особисте життя

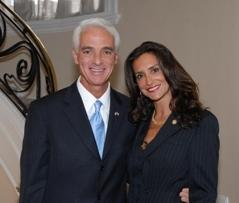
Чарлі Кріст з дружиною Керол Роум

У липні 1979 Кріст одружився з Амандою Морроу, але менш ніж через рік вони розлучилися. 3 липня 2008, після 9 місяців знайомства, він заручився з Керол Роум, а 12 грудня 2008 року вони одружилися.
У квітні 2011 року, у відповідь на поданий позов, Кріст вибачився за використання без дозволу пісні Девіда Бірна «Дорога у нікуди» (англ. Road to Nowhere) під час передвиборної кампанії до Сенату США.